# Christoph Walser
Christoph Walser (* 10. Februar 1975 in Innsbruck, Tirol) ist ein österreichischer Unternehmer und Politiker (ÖVP). Walser war 2016 bis November 2023 Bürgermeister der Gemeinde Thaur im Bezirk Innsbruck-Land und war von 2018 bis November 2023 Präsident der Wirtschaftskammer Tirol.

## Leben
Christoph Walser wuchs in Thaur auf und absolvierte die Lehre zum Speditionskaufmann. 2005 gründete er mit vorerst einem LKW die Firma CWA Transporte. Seine Firma hat mit Stand Jänner 2020 über 40 LKWs und beschäftigt rund 60 Mitarbeiter.
Von Dezember 2021 bis November 2023 war er Präsident des Tiroler Tennisverbandes.

## Politische Laufbahn

### Bürgermeister
2004 wurde Walser in den Gemeinderat von Thaur gewählt und 2008 zum Vizebürgermeister ernannt. Bei den Gemeinderats- und Bürgermeisterwahlen in Tirol 2016 trat er mit einer eigenen Liste gegen den damaligen amtierenden Bürgermeister Konrad Giner an und wurde mit 50,49 % der Stimmen zum Bürgermeister von Thaur gewählt. 2022 wurde er mit 69,4 % der Stimmen wiedergewählt.

### Wirtschaftsbund und Wirtschaftskammer
2015 wurde Walser Bezirksstellenobmann Innsbruck-Land und Fachgruppenobmann-Stv. der Fachgruppe Güterbeförderungsgewerbe in der Wirtschaftskammer Tirol.
Seit 2016 ist er Stellvertreter des Obmanns des Tiroler ÖVP-Wirtschaftsbundes Franz Hörl, der zuvor in einer Kampfabstimmung den langjährigen Obmann Jürgen Bodenseer abgelöst hatte.
Am 9. Oktober 2018 wurde er von der Landesgruppenhauptversammlung des Tiroler Wirtschaftsbundes mit 97 % in der Nachfolge des zurückgetretenen Vorgängers Bodenseer in die Position des Tiroler Wirtschaftskammerpräsidenten gewählt. Er trat das Amt am 15. November an.  Nachdem der Wirtschaftsbund im März 2020 erneut als stärkste Fraktion aus der Wirtschaftskammerwahl hervorging verblieb er als Präsident an der Spitze der Tiroler Wirtschaftskammer.

### Rücktritt
Am 10. November 2023 gab Walser eine persönliche Erklärung ab, in dem er den Rückzug aus dem Amt des Tiroler Wirtschaftskammerpräsidenten, als Präsident des Tiroler Tennisverbandes und als Bürgermeisters von Thaur verkündete. Er habe aufgrund der Beanspruchung durch die Ämter seine unternehmerische Tätigkeit zu sehr vernachlässigt. Der ORF berichtet über Ermittlungen der Staatsanwaltschaft wegen des Verdachts der Abgabenhinterziehung und einer Hausdurchsuchung. Als Nachfolgerin als Präsidentin der Tiroler Wirtschaftskammer wurde Barbara Thaler nominiert. Die Amtsgeschäfte in Thaur werden vom stellvertretenden Bürgermeister Martin Plank übernommen.

## Privates
Christoph Walser ist verheiratet und hat vier Kinder.
Nach seinem Rücktritt kehrte er in seine 2005 gegründete Logistikfirma CWA Transporte als Geschäftsführer zurück.

## Strafprozess
Ende Oktober 2024 wurde publik, dass die Staatsanwaltschaft Anklage gegen Christoph Walser wegen Abgabenhinterziehung, Verleumdung, Beweismittelfälschung und falsche Beweisaussage erheben will. Laut seinem Anwalt zeigte er sich zu Steuer- und Abgabenhinterziehung geständig. Mit 4. November 2024 wird berichtet, dass die Anklage ohne Einspruch Walsers rechtskräftig wurde. Beim folgenden Prozess am 30. Jänner 2025 wurde Christoph Walser, nach einem vollumfänglichen Geständnis, wegen Steuerhinterziehung in Höhe von 1,1 Mio. Euro, Verleumdung, Beweismittelfälschung und falscher Beweisaussage, zu sechs Monaten bedingter Haft und einer Geldstrafe von 300.000 Euro, davon die Hälfte bedingt, nicht rechtskräftig verurteilt. Walser nahm die Verurteilung an, die Staatsanwaltschaft jedoch hat ein paar Tage später gegen das Urteil, wegen einem zu geringem Strafausmaß, berufen.